# 1867 en musique classique
| \| • Retour à la chronologie générale de la musique classique • \| |
| Grèce • Rome • Haut Moyen Âge • VIIIe siècle • IXe siècle • Xe siècle • XIe siècle XIIe siècle • XIIIe siècle • XIVe siècle • XVe siècle • XVIe siècle • XVIIe siècle XVIIIe siècle • XIXe siècle • XXe siècle • XXIe siècle |
| • Retour à la chronologie générale de la musique classique • |

| Années en musique classique : 1864 - 1865 - 1866 - 1867 - 1868 - 1869 - 1870    |
| Décennies en musique classique : 1830 - 1840 - 1850 - 1860 - 1870 - 1880 - 1890 |

## Événements

### Créations
- 8 février : Sardanapale, opéra de Victorin de Joncières, créé au Théâtre-Lyrique.
- 13 février, Le Beau Danube bleu, valse de Johann Strauss II, au Dianabad du canal du Danube à Vienne ( Autriche)
- 11 mars : Don Carlos, opéra de Giuseppe Verdi, créé à Paris.
- 4 avril : 
  - le Concerto pour violon no 1 de Camille Saint-Saëns, créé à Paris.
  - Introduction et Rondo capriccioso en la mineur de Camille Saint-Saëns, créé par Pablo de Sarasate.
- 12 avril : première de La Grande-duchesse de Gérolstein opéra-bouffe de Jacques Offenbach, créé au théâtre des Variétés à Paris.
- 27 avril : Roméo et Juliette, opéra de Charles Gounod, créé à Paris.
- 23 novembre : Robinson Crusoé, opéra-comique de Jacques Offenbach créé à l'Opéra-Comique.
- 26 décembre : La Jolie Fille de Perth, opéra de Georges Bizet, créé à Paris.

Date indéterminée

### Autres
- Création du New England Conservatory of Music à Boston, dans le Massachusetts.

## Naissances

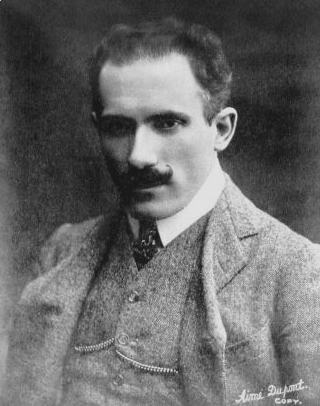
Arturo Toscanini

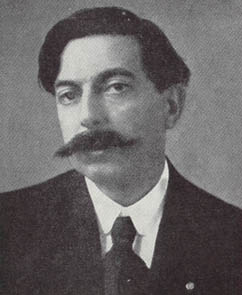
Enrique Granados

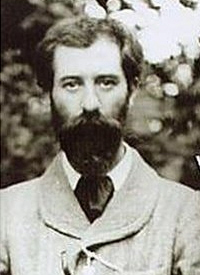
Charles Koechlin

- 6 janvier : Georges Martin Witkowski, compositeur et chef d'orchestre français († 12 août 1943).
- 27 janvier : Claude Terrasse, compositeur français d'opérettes († 30 juin 1923).
- 28 janvier : Eugène Goossens, violoniste et chef d'orchestre britannique d'origine française († 31 juillet 1958).
- 13 février : Albert Mahaut, organiste, pédagogue et compositeur français († 19 mars 1943).
- 27 février : Wilhelm Peterson-Berger, compositeur et journaliste suédois († 3 décembre 1942).
- 24 mars : Guido Menasci, librettiste d'opéra italien († 27 décembre 1925).
- 25 mars : Arturo Toscanini, chef d'orchestre italien († 16 janvier 1957).
- 28 mars : Edmond Clément, ténor lyrique français († 24 février 1928).
- 29 mars : Eustase Thomas-Salignac, ténor et professeur de chant lyrique français († 16 novembre 1943).
- 5 avril : István Kerner, chef d'orchestre hongrois († 27 août 1929).
- 18 avril : Lluís Millet, compositeur et chef de chœur espagnol († 7 décembre 1941).
- 23 avril : Henri Lefèbvre, clarinettiste classique français († 11 mai 1923).
- 24 avril : Karl Navrátil, compositeur tchèque, († 23 décembre 1936).
- 4 mai : Dynam-Victor Fumet, compositeur et organiste français († 2 janvier 1949).
- 6 mai : Nora Clench, violiniste canadienne († 17 mai 1938 (à 71 ans)).
- 21 mai : Désiré Pâque, compositeur, pianiste, organiste, chef d'orchestre, pédagogue et théoricien belge († 20 novembre 1939).
- 22 mai : Olena Muravyova, chanteuse d'opéra ukrainienne († 11 novembre 1939).
- 3 juin : Jean Bellon, éditeur de musique, parolier et dramaturge français († 28 octobre 1914).
- 8 juin : Jean-Baptiste Lemire, compositeur français († 2 mars 1945).
- 21 juin : Meyrianne Héglon, soprano belge († 11 janvier 1942).
- 27 juin : Ewald Straesser, chef d'orchestre allemand († 4 avril 1933).
- 14 juillet : Ferdinand Küchler, violoniste et compositeur allemand († 24 octobre 1937).
- 27 juillet : Enrique Granados, compositeur et pianiste espagnol († 24 mars 1916).
- 13 août : François-Xavier Mercier, ténor et compositeur canadien († 22 décembre 1932).
- 28 août : Umberto Giordano, compositeur italien († 12 novembre 1948).
- 5 septembre : Amy Beach, compositrice et pianiste américaine († 27 décembre 1944).
- 27 novembre : Charles Koechlin, compositeur français († 31 décembre 1950).
- 13 décembre : Bernard Tokkie, chanteur d'opéra († 20 février 1942).
- 18 décembre : Samouïl Maïkapar, compositeur russe († 8 mai 1938).
- 21 décembre : Edmundo Pallemaerts, compositeur belge († 20 avril 1945).
- 27 décembre : Henri Christiné, auteur, compositeur et éditeur français († 23 novembre 1941).

### Date indéterminée
- Margherita Galeotti, compositrice et pianiste italienne († après 1912).

## Décès

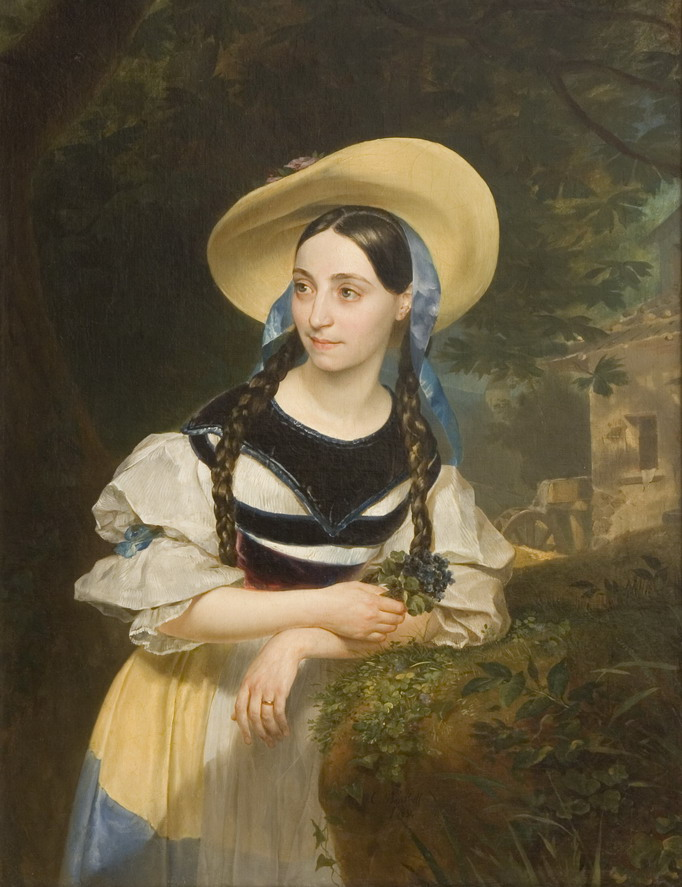
Fanny Persiani

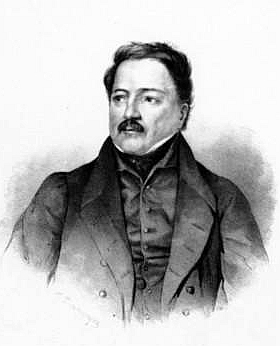
Pierre-Joseph Meifred

- 4 avril : Antoinette Lemonnier, artiste lyrique (°23 août 1787)
- 3 mai : Fanny Tacchinardi-Persiani, soprano italienne (° 4 octobre 1812).
- 6 mai : Johann Kaspar Aiblinger, chef d'orchestre et compositeur allemand (° 23 février 1779).
- 14 juin : Jean-Jacques Vidal, violoniste et chef d'orchestre français (° 7 mars 1789).
- 8 août : Joan Nin i Serra, prêtre, musicologue, compositeur et maître de chapelle catalan (° 9 juin 1804).
- 29 août : Pierre-Joseph Meifred, corniste, inventeur du cor à pistons (° 22 novembre 1791).
- 4 septembre : Henriette Méric-Lalande, soprano lyrique française (° 4 novembre 1799).
- 10 septembre : Simon Sechter, organiste, chef d'orchestre, compositeur autrichien (° 11 octobre 1788).
- 27 septembre : Louis Véron, journaliste et homme politique français, directeur de l'Opéra de Paris (° 5 avril 1798).
- 9 octobre : Ignacy Feliks Dobrzyński, pianiste et compositeur polonais (° 15 février 1807
- 4 décembre : Constance Nantier-Didiée, cantatrice française (° 16 novembre 1831).
- 6 décembre : Giovanni Pacini, compositeur italien (° 17 février 1796).
- 7 décembre : Rudolf Viole, pianiste et compositeur allemand (° 10 mai 1825).

### Date indéterminée
- Girolamo Maria Marini, librettiste d'opéra italien (° 1801).